# 페르난다 소자
페르난다 소자(Fernanda Souza, 1984년 6월 18일 ~ )는 브라질의 배우이다.

## 참여 작품
- 말랴상